# Згары
Згары (укр. Згари) — село в Поляницкой сельской общине Надворнянского района Ивано-Франковской области Украины.
Население по переписи 2001 года составляло 29 человек. Занимает площадь 8,3 км². Почтовый индекс — 78439. Телефонный код — 03475.